# Dolmen du Bois de la Grande-Bay
Le dolmen du Bois de la Grande-Bay est situé sur la commune de Rochefort-sur-la-Côte, dans le département de la Haute-Marne.

## Description
Le dolmen a fait l'objet d'une fouille et d'une restauration complète en 2005. La sépulture correspond à un coffre mégalithique mesurant environ 3 m de longueur sur 1,50 m de largeur. Le coffre est enserré dans un cairn de 0,30 m de hauteur, sans structure interne, d'environ 9 m de longueur sur 6 m de largeur, de forme trapézoïdale, qui s'est en partie effondré vers le sud suivant la pente du terrain.
| Dalle                                               | Longueur | Largeur | Épaisseur |
| --------------------------------------------------- | -------- | ------- | --------- |
| Pilier ouest, côté nord                             | 1,20 m   | 0,76 m  | 0,32 m    |
| Pilier est, côté nord                               | 0,77 m   | 0,79 m  | 0,30 m    |
| Côté sud                                            | 0,78 m   | 0,70 m  | 0,31 m    |
| Table de couverture                                 | 3,50 m   | 1,80 m  | 0,50 m    |
| Source : Itinéraires mégalithiques - La Haute-Marne |          |         |           |

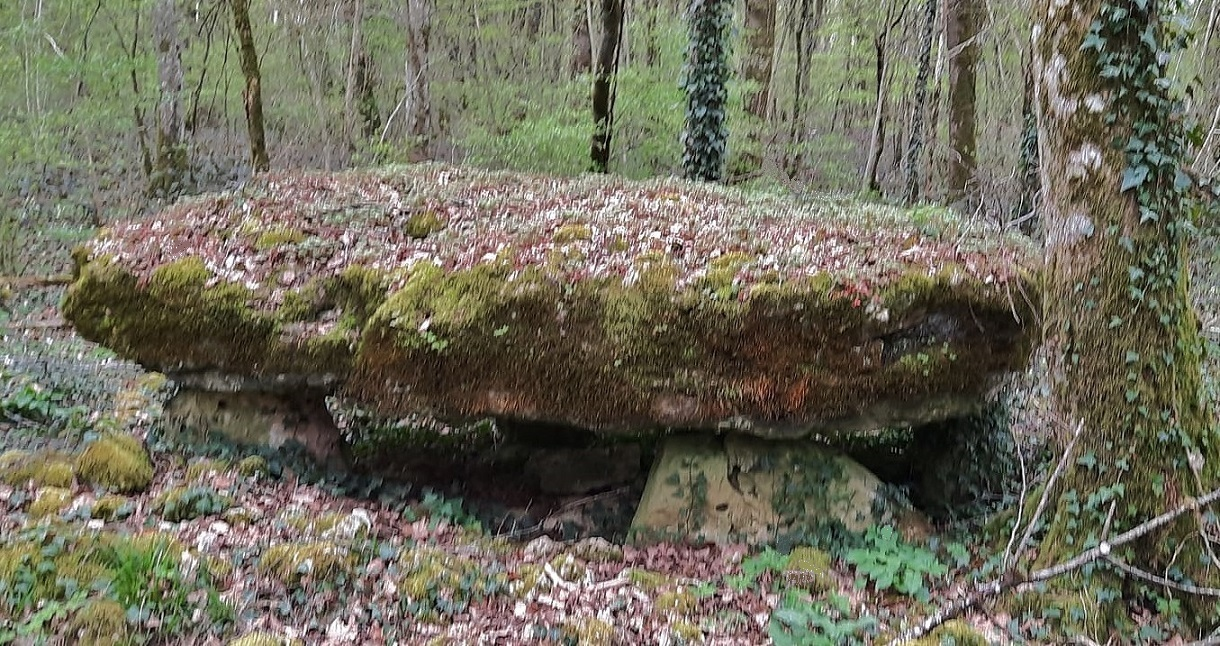
Dolmen du Bois de la Grande-Bay.

Avant restauration, l'imposante table de couverture ne reposait que sur trois orthostates de petite taille, deux côté nord et une côté sud. Après restauration, un deuxième pilier fut rajouté côté sud à des fins de consolidation. Côtés est et ouest, aucune dalle n'a été retrouvée au contact du tumulus. La moindre quantité de pierres côté est peut laisser supposer que l'ouverture était située de ce côté. Le sol de la chambre est sur sa plus grande partie constitué par une dalle naturelle du substrat rocheux.

## Fouilles archéologiques
La fouille archéologique de la tombe anciennement pillée n'a permis de recueillir que des esquilles d'ossements humains (dont au moins deux enfants et deux adultes), quelques éclats de silex et tessons de céramique. La datation au C14 des vestiges osseux indique une utilisation au Néolithique final (3290 +/- 110 B.P;GrA-27264).

## Folklore
Selon la légende, la table de couverture se soulève le jour de Noël laissant apparaître un trésor. Celui qui s'en empare doit rentrer chez lui sans jamais ouvrir les yeux, sinon le trésor se transforme en pierres.